# Mässmyrfallets naturreservat
Mässmyrfallets naturreservat är ett naturreservat i Östhammars kommun i Uppsala län.
Området är naturskyddat sedan 2002 och är 113 hektar stort. Reservatet består av granskog och sumpskogar.